# Luka Šamanić
Luka Šamanić, né le 9 janvier 2000 à Zagreb en Croatie, est un joueur croate de basket-ball évoluant au poste d'ailier fort.

## Carrière

### Spurs de San Antonio (2019-2021)
Lors de la draft 2019 il est sélectionné en 19e position par les Spurs de San Antonio. Il y signe ensuite un contrat début juillet 2019.
Samanić est licencié en octobre 2021.

### Knicks de New York (2021-2022)
En octobre 2021, Šamanić s'engage avec les Knicks de New York en signant un contrat two-way. Il joue 7 fois avec les Knicks de Westchester, l'équipe de G-League affiliée aux Knicks de New York, mais jamais avec les Knicks de New York. Il est licencié en mars 2022.

### Jazz de l'Utah (mars 2023-avril 2024)
Fin mars 2023, il signe un contrat de 10 jours au Jazz de l'Utah. À l'issue de ce contrat, il signe un nouveau contrat d'une saison partiellement garanti.

## Statistiques

### Professionnelles

#### Saison régulière
| Saison    | Équipe      | Matchs | Titul. | Min./m | % Tir | % 3pts | % LF | Rbds/m. | Pass/m. | Int/m. | Ctr/m. | Pts/m. |
| --------- | ----------- | ------ | ------ | ------ | ----- | ------ | ---- | ------- | ------- | ------ | ------ | ------ |
| 2019-2020 | San Antonio | 3      | 1      | 16,0   | 31,3  | 37,5   | 75,0 | 3,30    | 2,00    | 0,00   | 0,70   | 5,30   |
| 2020-2021 | San Antonio | 33     | 4      | 9,3    | 44,8  | 27,9   | 55,2 | 2,10    | 0,50    | 0,20   | 0,20   | 3,70   |
| Carrière  | Carrière    | 36     | 5      | 9,9    | 43,0  | 29,4   | 57,6 | 2,20    | 0,60    | 0,20   | 0,30   | 3,80   |